# ジャンドゥイオット

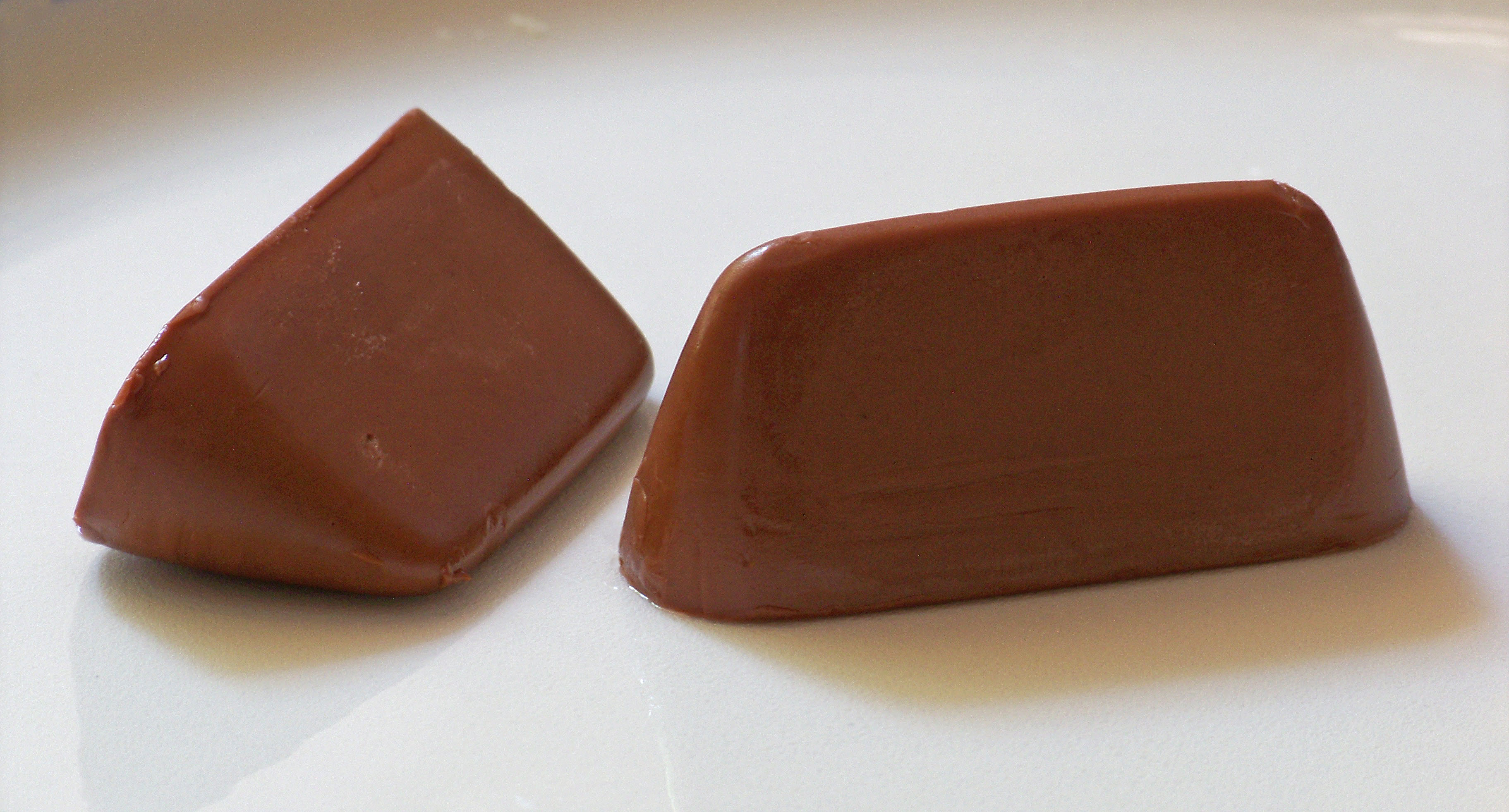
2つのジャンドゥイオット

ジャンドゥイオット(Gianduiotto、ピエモンテ語:Giandojot)は、ボートを裏返したような形をしたイタリア・ピエモンテのチョコレートである。ジャンドゥイオットは、通常金色か銀色に着色された錫箔に1個ずつ包装されている。
トリノの名物であり、その名前は典型的なピエモンテ人を表すコンメディア・デッラルテのマスクであるジャンドゥイヤに由来する。
ジャンドゥイオットは砂糖、ココア、ヘーゼルナッツから作られる。

## 歴史
ジャンドゥイオットの公式な「誕生」は1865年のトリノで、ピエーレ＝パウル・カファレル (Paul Caffarel) とミケーレ・プロシェ (Michele Prochet) によって発明された。初めてこの二人がヘーゼルナッツを完全に磨り潰しペースト状にしたものをココアと砂糖の混合物に加えて作った。
チョコレートにヘーゼルナッツを混ぜるというアイデアは、ナポレオンの治世時代の大陸封鎖令などによりイギリス連邦の南アメリカからのココアの輸入が極めて難しくなったため、編み出されたともいわれている。当時の生ココアは非常に高価であり、原価を下げるために地元の生産者はローストしたヘーゼルナッツの破片をチョコレートに加えることを始めた。

## ジャンドゥイオット・コード

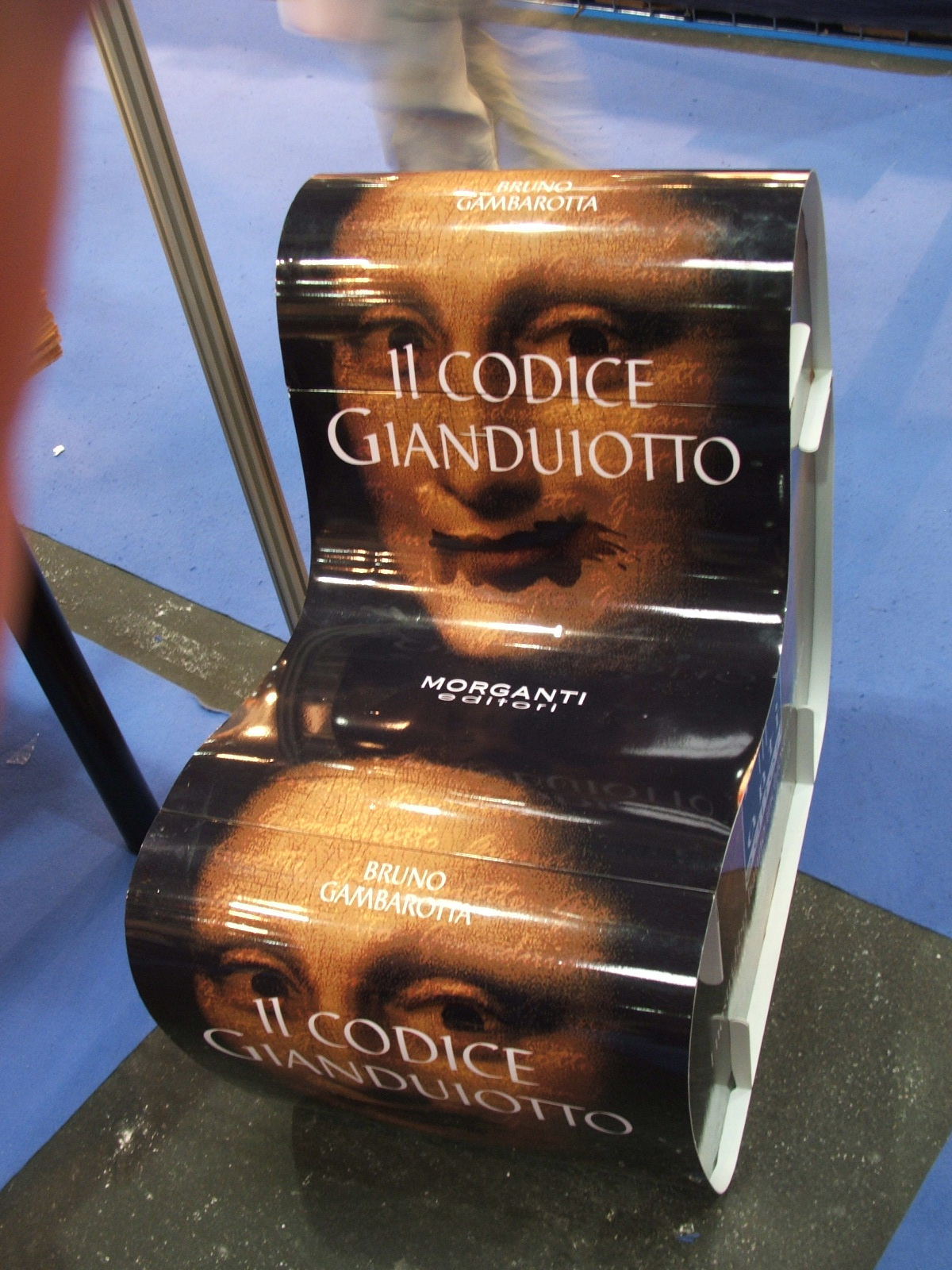
2006年のトリノ国際ブックフェアで展示される『ジャンドゥイオット・コード』のポスター

2006年5月、イタリア・アスティ在住の作家でアナウンサーのブルーノ・ガンバロッタは、Il codice Gianduiotto（『ジャンドゥイオット・コード』）というタイトルのコミックスリラーを書いた。モルガンティ・エディトーリから出版されたこの小説 (ISBN 88-87549-74-5) は、ダン・ブラウンのベストセラー『ダ・ヴィンチ・コード』のパロディで、ジャンドゥイオットの公式の謎を巡るミステリーが主題であった。